# Liste der Bodendenkmale in Farnstädt
In der Liste der Bodendenkmale in Farnstädt sind alle Bodendenkmale der Gemeinde Farnstädt und ihrer Ortsteile aufgelistet. Grundlage ist die Veröffentlichung der Landesdenkmalliste mit Stand vom 25. Februar 2016.  Die Baudenkmale sind in der Liste der Kulturdenkmale in Farnstädt aufgeführt.
| Denkmal-ID | Fundart             | Ortsteil       | Bezeichnung                | Zeitstellung | Lage                                            | Bemerkungen | Bild |
| ---------- | ------------------- | -------------- | -------------------------- | ------------ | ----------------------------------------------- | --- | ---- |
| 428300317  | besonderer Stein    | Oberfarnstädt  | Bauernstein Oberfarnstädt  | undatiert    | südöstlich der Dorfkirche (Tränkstrasse) (Lage) | durch Heimatverein versetzt, ob es sich um den originalen Bauernstein handelt, darf zumindest angezweifelt werden, die große polygonale Steinplatte ist unbearbeitet |      |
| 428300319  | Befestigung > Burg  | Oberfarnstädt  | „Wasserburg“, „Hofeteich“  | Mittelalter  | im Ort, Tränkstraße (Lage)                      | Die Anlage ist neuzeitlich überprägt, die ursprünglichen Ausmaße sind vor Ort kaum nachzuvollziehen, nur im Westen ist noch der Wassergraben erhalten.               |      |
| 428300320  | Grabmal > Grabhügel | Oberfarnstädt  | sechs bis sieben Grabhügel | undatiert    | ca. 1 km nördlich der Kirche (Lage)             | |      |
| 428300316  | Grabmal > Grabhügel | Unterfarnstädt | Grabhügel                  | undatiert    | im Feld am Querfurter Weg (Lage)                | |      |